# Opłatek

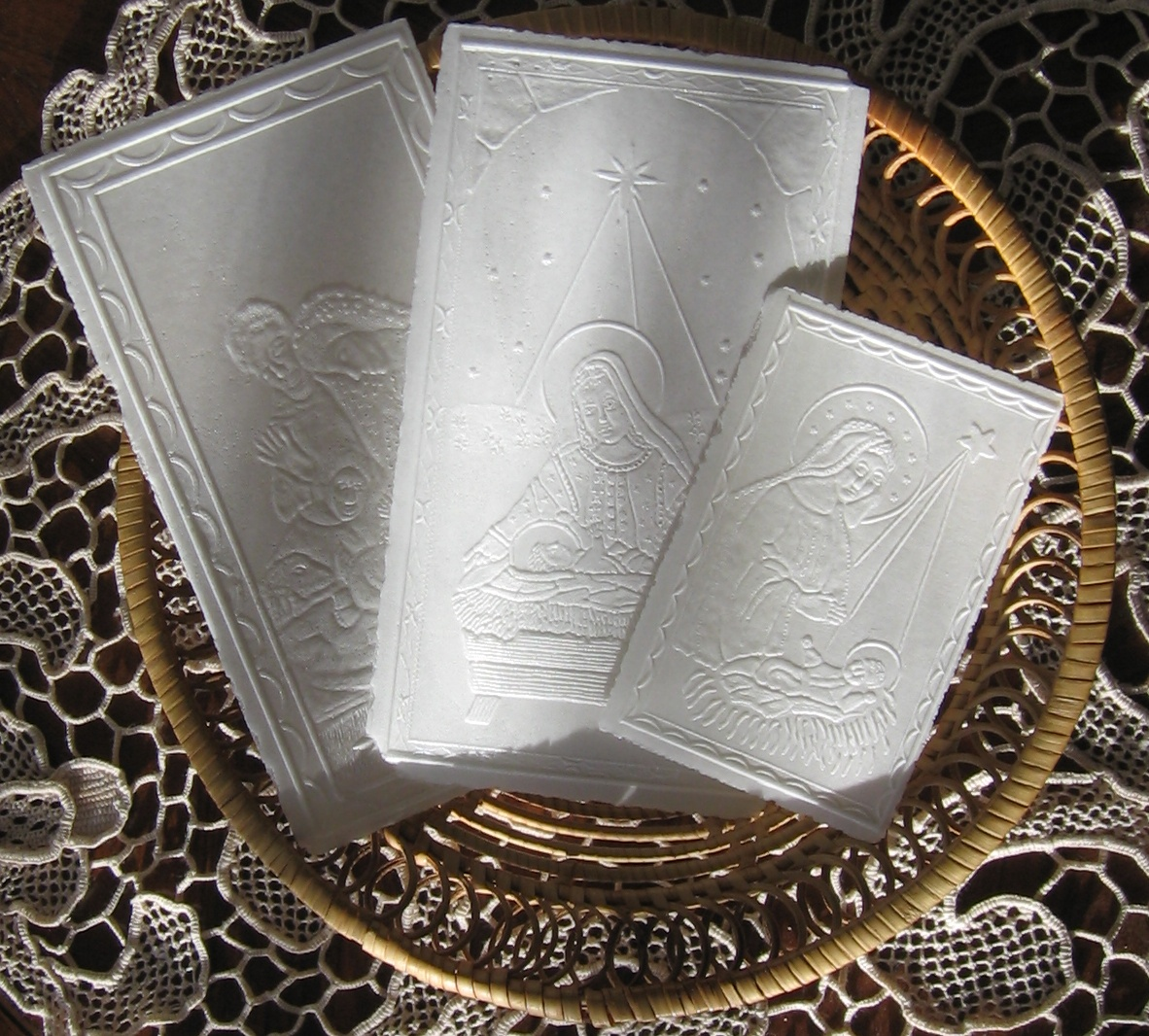
Opłatki rectangulaire dans un panier

L’Opłatek (API : /ɔˈpwatɛk/ ; au pluriel : opłatki ; en lituanien : kalėdaitis ; en anglais : Christmas wafer) est une tradition catholique est-européenne, célébrée dans les familles polonaises, slovaques, lituaniennes et italiennes lors de la veillée de Noël. Opłatek est confectionné à partir de pain azyme, à base de farine blanche et d'eau. Opłatek n'est pas consacré, il est juste béni par le prêtre de la paroisse qui le délivre. 
Les membres de la famille et les amis se partagent et s'échangent Opłatek tout en se formulant des vœux. La rupture et l'échange d'Opłatek entre deux personnes est un symbole de pardon, d'amour, d'amitié et de paix et rappelle aux participants l'importance des fêtes de Noël, de Dieu et de la famille. C'est une excellente occasion pour la réconciliation qui se fait d'une manière très naturelle. 
Un vœu peut, par exemple, se formuler sous la forme d'un "je te souhaite une bonne santé, de la joie et beaucoup d'amour de Dieu" ou bien d'un "je te souhaite réussite, santé et bonheur durant l'année à venir". L'encouragement scolaire ou professionnel sont également de bons exemples de ce qui peut être souhaité lors de cette communion familiale. Malgré sa simplicité, cette tradition ne s'est pourtant pas beaucoup répandue dans d'autres pays malgré sa forte symbolique, son sens profond et sa facilité de mise en œuvre. 
La tradition d' Opłatek remonte pourtant aux balbutiements du Christianisme ancien et de la Communion. Les fidèles apportaient à l'église les pains pour les porter ensuite à la famille, à des amis qui ne pouvaient venir à la célébration. Opłatek, tel que nous connaissons de nos jours, est né au Moyen Âge. Il était fait dans des monastères. La tradition d'Opłatek a finalement pris son réel essor en tant que coutume en Pologne au XVIIe siècle,, au sein la Szlachta (noblesse polonaise) pour s'étendre par la suite dans la république des Deux Nations (Pologne / Lituanie) et aux pays voisins.
Elle bénéficia au XIXe siècle d'une aura patriotique, l'assimilant quelque peu au vœu d'indépendance du peuple polonais. C'est d'ailleurs depuis cette époque là que la tradition d'Opłatek prit une forte connotation religieuse.
Le partage d'Oplatek est chargé de forte émotion de pardon, d'amour, d'amitié, de bienveillance, de compréhension, ce qui permet à tous de partager le repas de Noël et vivre la fête de Noël dans la paix et l'harmonie. C'est un moment solennel.